# 不惜身命
不惜身命（ふしゃくしんみょう）は、日本の諺。

## 概要
「不惜身命」は死を厭わない決意や命を惜しまない事を意味する言葉である。仏教が基になっており、仏道のために身も命も惜しまない事を意味し、転じて意志のために身を顧みない事をいう。
戦国武将の真田幸村は大坂の陣でこの不惜身命を意味する六文銭を旗に掲げていた。